# Grammy Latino de 2003
A 4ª edição do Grammy Latino foi realizada no FTX Arena em Miami no dia 3 de setembro de 2003. Foi a primeira vez que a transmissão foi realizada fora de Los Angeles. Juanes foi o maior vencedor da noite, ganhando um recorde de cinco prêmios, incluindo Álbum do Ano. A cerimonia foi apresentada por George Lopez.

## Categorias
Os vencedores estão em negrito.

### Categorias Gerais
Gravação do Ano
Juanes — "Es por ti"
- Bacilos — "Mi Primer Millón"
- Luis Miguel — "Hasta Que Vuelvas"
- Molotov — "Frijolero"
- Tribalistas — "Já Sei Namorar"

Álbum do Ano
Juanes — Un Día Normal
- Bacilos — Caraluna
- Rubén Blades — Mundo
- Alexandre Pires — Estrela Guia
- Tribalistas — Tribalistas

Canção do Ano
Juanes — "Es por ti"
- Jorge Villamizar — "Caraluna"  (Bacilos)
- Natalia Lafourcade — "En El 2000"
- Sergio George & Jorge Villamizar — "Mi Primer Millón"  (Bacilos)
- Franco De Vita — "Tal Vez"  (Ricky Martin)

Artista Revelação
David Bisbal
- Tiziano Ferro
- Natalia Lafourcade
- Fernanda Porto
- Álex Ubago

### Pop
Melhor Álbum Vocal Pop Feminino
Olga Tañón  — Sobrevivir
- Gisselle — En Alma, Cuerpo y Corazón
- Ednita Nazario — Acústico
- Thalía  — Thalía
- Ana Torroja — Frágil

Melhor Álbum Vocal Pop Masculino
Enrique Iglesias — Quizás
- Ricardo Arjona — Santo Pecado
- David Bisbal  — Corazón Latino
- Alexandre Pires  — Estrela Guia
- Joan Manuel Serrat  — Versos En La Boca

Melhor Álbum Vocal Pop em Dupla ou Grupo do Ano
Bacilos — Caraluna
- Ilegales  — Marca Registrada
- Ketama — Dame La Mano
- Las Ketchup — Hijas del Tomate
- A.B. Quintanilla & Los Kumbia Kings  — 4

Melhor Álbum Instrumental Pop
Bajofondo Tango Club — Bajofondo Tango Club
- Raúl di Blasio — Di Blasio-Gardel Tango
- Orquestra Sinfônica de Barcelona I Nacional de Catalunya  — Historia Sinfonica del Pop Español
- Spam Allstars — ¡Fuacata! Live
- Néstor Torres — Mi Alma Latina

### Rap/Hip-Hop
Melhor Álbum de Rap/Hip-Hop
Orishas — Emigrante
- Big Boy — The Phenomenon
- Tego Calderón — El Abayarde
- Dante Spinetta — Elevado
- El General  — El General De Fiesta
- Vico C — Emboscada

### Rock
Melhor Álbum Vocal de Rock Solo
Juanes — Un Día Normal
- Gustavo Cerati — Siempre es hoy
- Charly García — Influencia
- Natalia Lafourcade — Natalia Lafourcade
- Luis Alberto Spinetta — Obras En Vivo

Melhor Álbum Vocal de Rock de Dupla ou Grupo
Maná — Revolución de Amor
- Jaguares — El Primer Instinto
- Jarabe de Palo — Bonito
- Molotov  — Dance and Dense Denso
- Los Rabanes  — Money Pa' Que

Melhor Canção de Rock
Juanes — "Mala Gente"
- Beto Cuevas & Humberto Gatica — "Amate y Salvate"  (La Ley)
- Natalia Lafourcade — "En El 2000"
- Paco Ayala, Randy Ebright & Miguel Huidobro  — "Frijolero"  (Molotov)
- Shakira — "Te Aviso, Te Anuncio (Tango)"

### Tropical
Melhor Álbum de Salsa
El Gran Combo de Puerto Rico — 40 Aniversario En Vivo  
- Oscar D'León — Infinito
- La India — Latin Song Bird: Mi Alma y Corazón
- Víctor Manuelle — Le Preguntaba A La Luna
- Gilberto Santa Rosa — Viceversa

Melhor Álbum de Merengue
Milly Quezada — Pienso Así... 
- Elvis Crespo — Urbano
- Grupo Manía — Latino
- Los Hermanos Rosario — Swing A Domicilio
- Kinito Méndez  — Sigo Siendo El Hombre Merengue

Melhor Álbum de Música Tropical - Contemporâneo
Rubén Blades — Mundo 
- Charanga Habanera  — Live In The USA
- Ry Cooder & Manuel Galbán — Mambo Sinuendo
- Juan Formell & Los Van Van — En El Malecón De La Habana
- Monchy y Alexandra — Confesiones...

Melhor Álbum de Música Tropical ‑ Tradicional
Ibrahim Ferrer — Buenos Hermanos 
- The Mambo All Stars Orchestra  — 50 Years of Mambo
- Polo Montañez — Guitarra Mía
- Eliades Ochoa — Estoy Como Nunca
- Plena Libre  — Mi Ritmo

Melhor Canção Tropical
Sergio George & Jorge Villamizar — "Mi Primer Millón"  (Bacilos)
- Elvis Crespo — "Bandida"
- Sergio George & Jorge Luis Piloto — "La Salsa Vive"  (Tito Nieves)
- Kike Santander — "Por Más Que Intento"  (Gilberto Santa Rosa)
- Ray Contreras, Jimmy Greco, La India & Shirley Marte — "Sedúceme"  (La India)

### Música Regional Mexicana
Melhor Álbum de Música Ranchera
Vicente Fernández — 35 Aniversario — Lo Mejor de Lara 
- Pepe Aguilar — Y Tenerte Otra Vez
- Rocío Dúrcal — Rocío Dúrcal... En Concierto Inólvidable
- Alejandro Fernández  — Niña Amada Mía
- Pedro Fernández — De Corazón

Melhor Álbum de Banda
Joan Sebastian — Afortunado 
- Banda Centenario  — Homenaje a un Amigo
- Banda el Recodo  — No Me Sé Rajar
- Banda Machos — Banda Machos
- Cuisillos de Arturo Macias — ...No Voy a Llorar

Melhor Álbum de Música Grupera
Atrapado  — ¿Qué Sentiras? 
- Alondra  — Alondra
- Ivan Díaz  — Historias
- Límite  — Soy Así
- Jennifer Peña — Libre

Melhor Álbum de Música Tejano
Jimmy González & El Grupo Mazz — Si Me Faltas Tu 
- Jaime & Los Chamacos  — Conjunto Power
- Emilio Navaira  — Acuérdate
- Jay Perez — Hombre En La Luna
- Ruben Ramos & The Revolution  — El Gato Negro On The Prowl

Melhor Álbum de Música Nortenha
Los Terribles del Norte  — La Tercera Es La Vencida... Eso! 
- Juan Acuña & El Terror del Norte  — Pa' Toda Mi Raza...Eso!
- Conjunto Primavera — Perdoname Mi Amor
- Los Tucanes de Tijuana  — Jugo A La Vida
- Pesado  — No Te La Vas A Acabar!

Melhor Canção Regional Mexicana
Joan Sebastian — "Afortunado"
- A.B. Quintanilla & Alicia Villarreal — "Ay! Papacito"  (Límite)
- Jimmy González — "Dame Un Minuto"  (Jimmy González & El Grupo Mazz)
- Noe Hernández, Alfonso Lizárraga and Joel Lizárraga — "Las Vías Del Amor"  (Banda el Recodo)
- Ramón González Mora — "Perdóname Mi Amor"  (Conjunto Primavera)

### Tradicional
Melhor Álbum de Folk
 Mercedes Sosa — Acústico 
- Alex Acuña & Eva Ayllón com Los Hijos Del Sol —  To My Country
- Eva Ayllón — Eva
- Los Muñequitos de Matanzas — Rumba De Corazón
- Raíces Habaneras  — Raíces Habaneras

Melhor Álbum de Tango
Sexteto Mayor — Homenaje A Piazzolla 
- Adrián Iaies Trio  — Las Cosas Tienen Movimiento
- Adriana Nano y Los Bandoneones de Buenos Aires  — Adriana Nano y Los Bandoneones de Buenos Aires
- Orquesta Del Tango De La Ciudad De Buenos Aires — En Vivo En El Colón
- Susana Rinaldi — La Rosa En Ginebra
- Leo Sujatovich  — Trío De Cámara Tangos

Melhor Álbum Flamenco
Pepe de Lucía — El Corazón De Mi Gente 
- Juan Carmona  — Orillas
- Diego El Cigala com Niño Josele — Teatro Real De Madrid
- Carmen Linares com Gerardo Núñez Trio  — Un Ramito De Locura
- José Mercé — Lío
- Victor Monge Serranito com Camerata Romeu  — Sueños De Ida y Vuelta
- Vários Artistas  — Gerardo Núñez Presenta La Nueva Escuela De Guitarra Flamenca

### Jazz
Melhor Álbum de Jazz Latino
Paquito D'Rivera — Brazilian Dreams 
- Alex Acuña & Justo Almario com Tolú —  Bongó De Van Gogh
- Gato Barbieri — The Shadow of the Cat
- Eddie Palmieri — La Perfecta II
- Esperança  Hermeto Pascoal E Grupo  — Mundo Verde
- Chucho Valdés — Fantásia Cubana

### Cristã
Melhor Álbum de Música Cristã
Marcos Witt — Sana Nuestra Tierra
- Patty Cabrera  — Amar A Alguien Como Yo
- Funky  — Funkytown
- Annette Moreno & Jardín — Un Ángel Llora
- Perucho  — Almas Unidas

### Língua Portuguesa
Melhor Álbum de Pop Contemporâneo Brasileiro
Tribalistas — Tribalistas
- Gilberto Gil — Kaya N'Gan Daya - Ao Vivo
- Kid Abelha  — Acústico MTV
- Milton Nascimento — Pietá
- Caetano Veloso  — Live in Bahia

Melhor Álbum de Rock Brasileiro
Os Paralamas do Sucesso — Longo Caminho
- Capital Inicial — Rosas e Vinho Tinto
- Charlie Brown Jr. — Bocas Ordinárias
- CPM 22 — Chegou a Hora de Recomeçar
- Cássia Eller — Dez de Dezembro
- Nação Zumbi — Nação Zumbi

Melhor Álbum de Samba/Pagode
Alcione — Ao Vivo
- Leandro Braga — Primeira Dama - A Música de Dona Ivone Lara
- Teresa Cristina & Grupo Semente — A Música de Paulinho da Viola
- Martinho da Vila — Voz e Coração
- Jair Rodrigues — Intérprete

Melhor Álbum de MPB
Caetano Veloso & Jorge Mautner — Eu Não Peço Desculpa
- Maria Bethânia — Maricotinha ao Vivo
- João Bosco  — Malabaristas do Sinal Vermelho
- Dori Caymmi  — Contemporâneos
- Gal Costa — Gal Bossa Tropical
- Elza Soares — Do Cóccix Até o Pescoço

Melhor Álbum de Música Sertaneja
Zezé di Camargo & Luciano — Zezé di Camargo e Luciano
- Bruno & Marrone — Minha Vida Minha Musica
- Chitãozinho & Xororó — Festa do Interior
- Edson & Hudson — Acústico ao Vivo
- Gian & Giovani — Gian and Giovani
- Milionário & José Rico — O Dono do Mundo
- Comitiva Brasil — 100% Sertanejo

Melhor Álbum Raízes Brasileiras/Regional
Dominguinhos — Chegando de Mansinho
- Fafá de Belém — O Canto das Águas
- Elomar, Pena Branca, Renato Teixeira, Teca Calazans & Xangai — Cantoria Brasileira
- Olodum — Pela Vida
- Pena Branca — Pena Branca Canta Xavantinho

Melhor Canção Brasileira
Milton Nascimento & Telo Borges — "Tristesse" (Milton Nascimento & Maria Rita)
- Herbert Vianna — "Cuide Bem do Seu Amor"  (Os Paralamas do Sucesso)
- Arnaldo Antunes, Carlinhos Brown & Marisa Monte — "Já Sei Namorar"  (Tribalistas)
- Chico Amaral — "Pietá"  (Milton Nascimento)
- Jorge Mautner — "Todo Errado"  (Caetano Veloso & Jorge Mautner)

### Infantil
Melhor Álbum Infantil Latino
Xuxa — Só Para Baixinhos 3
- Cómplices Al Rescate — Cómplices Al Rescate: El Gran Final
- Beatriz Contreras, Lila Jaramillo & Orlando Sandoval  — Carta Al Niño Dios
- Tatiana — Los Mejores Temas de las Películas de Walt Disney
- Vários Artistas — Canciones de Gozo Para Niños

### Clássica
Melhor Álbum de Música Clássica
Paquito D'Rivera — Historia del soldado
- Jordi Savall & Capella Reial de Catalunya — Biber: Requiem Á 15 Battalia Á 10
- Maria Teresa Madeira  — Ernesto Nazareth 2 - Mestres Brasileiros Vol IV
- Ángeles Blancas, Plácido Domingo, Elisabete Matos, García Navarro, Àngel Òdena, Stefano Palatchi, & María Rey-Joly — Margarita La Tornera ....
- Kronos Quartet — Nuevo

### Produção
Melhor Engenharia de Som
Benny Faccone & Paul McKenna — Revolución de Amor (Maná)
- Mike Couzzi & Sebastian Krys — Money Pa' Que (Los Rabanes)
- Walter Flores, Oscar Marín, Daniela Pastore & Edín Solís — Mundo (Rubén Blades)
- William Jr., Antoine Midani & Alê Siqueira — Tribalistas (Tribalistas)
- Rolando Alejandro, Dominic Barbera, Jon Fausty, Brian Kinkead, José Lugo, Arturo Ortiz, Rei Peña, Pedro Rivera Toledo & Ronnie Torres — Viceversa (Gilberto Santa Rosa)

Produtor do Ano
Bebu Silvetti
- Sergio George
- Guto Graça Mello
- Luis Fernando Ochoa
- Gustavo Santaolalla

### Vídeo Musical
Melhor Clipe
Molotov — "Frijolero"
- Ricardo Arjona — "El Problema"
- Chayanne — "Torero"
- Frejat —  "Segredos"
- Jarabe de Palo — "Bonito"